# Incarvillea delavayi
Incarvillea delavayi là một loài thực vật có hoa trong họ Chùm ớt. Loài này được Bureau & Franch. mô tả khoa học đầu tiên năm 1891.